# Onkijärvet (Jukkasjärvi socken, Lappland, 750347-174609)
Onkijärvet är en sjö i Kiruna kommun i Lappland och ingår i Kalixälvens huvudavrinningsområde. Onkijärvet ligger i Torne och Kalix älvsystem Natura 2000-område.